# Кршемешник
Кршемешник (чеш. Křemešník) — холм в Кршемешницком нагорье, одна из самых высоких вершин Чешско-Моравской возвышенности. Расположен примерно в 7 км к юго-востоку от города Пельгржимова в крае Высочина, Чехия. Высота холма составляет 765 метров. Кршемешник также является важным местом паломничества церкви Святой Троицы. Большое паломничество в Кршемешник всегда проводится в восьмое воскресенье после Пасхи.

## История
В XIII и XIV веках на склонах Кршемешника семьи Розенберги и Трчки из Липы добывали серебро; заброшенные после добычи шахты позднее служили жилищем для отшельников из рядов францисканцев и иванитов.
В 1555 году, согласно сохранившейся в памятной книге записи, горожанин Пельгржимова Матуш Чейстовскы упал в одну из шахт, спасаясь от грабителей. Он пообещал, что если вырвется из ямы, построит на вершине холма часовню в честь Святой Троицы. После возвращения в город он сдержал обещание и построил на вершине Кршемешника деревянную часовню.

## Церковь Святой Троицы
Церковь Святой Троицы стала популярным местом паломничества, а в 1651 году на средства Пельгржимова часовня была обновлена кирпичной застройкой. В 1654 году часовня была освящена настоятелем Желивского монастыря Норбертом. Дальнейшее расширение произошло в XVIII веке — между 1710 годом и 1720 годом была построена паломническая церковь Святой Троицы, которая в 1734 году была дополнена амбитами, а в 1750 году строительство было завершено в её нынешнем стиле барокко. Это трехнефная церковь с крестообразной планировкой. Она состоит из главного нефа прямоугольного плана и трех часовен на северо-восточной стороне. В тимпане над дверью находится треугольный рельеф второй половины 16 века. На рельефе можно увидеть коронацию Девы Марии. Иконы внутри церкви были созданы в основном Яном Калиной и изображают сцены Божьей воли, Восьми Блаженств и Божьих добродетелей. Главный алтарь церкви записан в Чешской книге рекордов как единственный трехсторонний алтарь. С 1963 года церковь охраняется как памятник культуры.
Церковь обладает немалым посещением с 1763 года; десятки тысяч верующих приезжали сюда ежегодно на протяжении веков. В современной истории Кршемешник пережил самый большой рост в 1878-1919 годах во время работы гидом кржемешницкого учителя Йозефа Захальки. Память о нём написана в книге «В прекрасном одиночестве», автором которой является священник, писатель и культурный организатор Франтишек Бернард Ванек, который работал с ним в Кршемешнике в качестве гида в 1902-1907 года.
Помимо церкви, паломников также привлекали часовня Святого Иоанна Крестителя и три Кржемешницких колодца: Серебряный колодец, Колодец у бука и особенно Чудотворный колодец (также Золотой колодец), вода из которого обычно течет с Рождества Христова до лета.

## Часовня Святого Иоанна Крестителя
В некоторых источника также упоминается как часовня Святой Анны или часовня Святой Троицы. Часовня вместе с источником Чудотворного колодца находится на склоне холма Кршемешник и представляет собой отправную точку для крестного пути к церкви Святой Троицы на вершине. Щит часовни в стиле барокко дополнен рельефом с изображением Иисуса Христа работы Франтишека Билека. Под часовней находится родник, выходящий на поверхность в Чудотворном колодце, лежащем на противоположной стороне лесной дороги. Недалеко от часовни находится скит, где на протяжении веков было много паломников.
Самым известным паломником был Иржи Мрнявек который здесь проживал около 1660 года. По легенде Иржи помогал шведским полкам во время их мародёрств во время тридцатилетней войны. Кода на Шведов напала имперская армия, Мрнявека обвинили в измене и хотели его казнить, но ему удалось сбежать. Позднее он стал предводителем банды грабителей. Однажды, во время налета на караван, ехавший из Рыхнова в Ржечице, грабителям был оказан сильный отпор и многих грабителей ранили. Ночью Мрнявек добрался до Чудотворного колодца где умылся и уснул. Ему приснился страшный сон о том, что он не сделал ни чего хорошего в своей жизни. На утро, Мрнявек поднялся на вершину холма где увидел строителей ремонтирующих церковь. Он со слезами рассказал свою историю и убедил их разрешить ему основать неподалёку скит.
Часовня является культурным памятником и охраняется.

## Серебряный колодец
Серебряный колодец находится под холмом Кршемешник недалеко от охотничьего домика Корце. Местная вода слабо загрязнена и, поскольку она течёт через породы, содержащие серебро, она считается лечебной. Сам колодец и близлежащие окрестности благоустроены. Колодец часто посещают благодаря тому, что вода здесь течёт постоянно.

## Колодец у бука
Колодец расположен на опушке леса на склоне Кршемешника. Он получил свое название от большого бука, который рос рядом с колодцем.
В 1876 году ревизор Фарка приехал из Корце, чтобы проверить качество воды из колодца. Анализ показал, что вода содержит соединения серебра.

## Чудотворный колодец (Золотой колодец)
Чудотворный колодец находится в лесу на склоне Кршемешник напротив часовни Святого Иоанна Крестителя. Вода в нём появляется в период Рождества Христова, а потом высыхает в мае во время паломничества (иногда между июнем и июлем). Это обусловлено подземными шахтами, образовавшимися во время добычи серебра, которая велась в районе от Йиглавы до Сезимово-Усти. Вода обладает лечебным действием благодаря примесям серебра и является слабо радиоактивной, что предотвращает образование бактерий и радиации. Слабая радиоактивность вызвана промежуточными урановыми жилами. Предположительно жилы соединены с подземными шахтами с колодцем у Бука.
С колодцем связано множество легенд и мифов. Один из них относится к появлению воды в колодце. Если вода появляется дважды в год, то можно ожидать войны или эпидемии болезней. В старых хрониках окрестных деревень мы можем прочитать о появлении воды осенью 1938 года и 1939 года. Ещё более ранние записи относятся, например, к 1832 году(вода появилась в колодце в декабре) или 1866 году (в августе), когда в Чехии вскоре вспыхнула эпидемия холеры. Исключение составляют 1837-1839 годы. С 1763 года, когда кржемешницкий капеллан Йозеф Нойманн основал памятную книгу, появление воды регулярно регистрируется, хотя и не всегда тщательно.
Местные жители также верили в её целебные свойства. Во время тридцатилетней войны в окрестностях Кршемешника, точнее у близлежащего Бранишова, должна была состояться битва. Один раненый солдат добрался до колодца и промыл свои раны водой и раны быстро зажили. После того, как об этом стало известно, туда хлынули толпы людей.
Аналогичная ситуация произошла во время эпидемии холеры в 1837 году. По другой версии легенды, здесь должен был исцелиться слепой калека, которому во сне явился лесной колодец с изображением Святой Троицы. Умывшись в нём, он снова увидел и даже не нуждался в костылях. В благодарность он построил деревянную часовню рядом с колодцем и хранил в ней костыли.

## Крестный путь
Крестный путь состоит из тринадцати каменных часовен с нишей, в которой находятся картины со сценами Страстей Христовых. Он ведет от источника Чудотворного колодца к церкви Святой Троицы и заканчивается пещерой, которая символизирует Гроб Господень — в ней находится каменная статуя тела Христа работы скульптора Антонина Билека, брата Франтишека Билека.
Дорога была построена в 1903-1906 годах. Дизайн часовен был разработан Антонинем Тейном из Чернова, терракотовые рельефы были созданы Виктором Фёрстером. Францисканский монах П. Каетан Фишер из Вотице 15 июля 1906 года в день 34-летия декана Пельгржимова Франтишка Бернарда Ванeка осветил крестный путь.
Первоначальные рельефы были уничтожены во время Второй мировой войны, новые нарисовал художник Раймунд Ондрачек. Первоначальные кирпичные часовни также были заменены в 1947 году гранитными, спроектированными архитектором Франтишком Ржегаком и построенными строителем Шмидом из Чернова. Они были посвящены в октаву великого паломничества.
Архитекторы Билек и Фёрстер также проектировали часовни Крестного пути, но их предложения не были признаны.

## Замок ветра (Вороний замок)
Рядом с церковью находится недостроенная вилла под названием Замок ветра (Вороний замок). Город Пельгржимов в 1929 году передал участок для строительства академическому скульптору и медалисту Йозефу Шейносту, который родился в соседнем Тешенове и имел мастерскую в Праге. В 1930 году началось строительства романтической виллы по проекту Камила Гильберта, участвовавшего в достройке Собора Святого Вита в Пражском Граде. Шейност останавливался здесь со своей семьёй и также планировал построить музей медалей. Однако в 1934 году строительство было приостановлено и оно так и не было возобновлено. В 1941 году Йозеф Шейност умер, и виллой завладел его сын, скульптор Зденек Шейност. В 2011 году замок подвергся полной реконструкции, и здесь снова планировалось создать музей.
Прототипом виллы должен был стать средневековый укрепленный замок с парой башен по углам участка. С внутренней стороны соединительной стены проходит крытая бетонная дорожка. Под проходом есть ещё один коридор, который можно заметить снаружи из-за его маленьких окон. Семь воронов сидят на башне замка как напоминание о сказке о семи братьях. Подробности сохранились в его воспоминаниях. В северной башне есть комната длиной 290 см и шириной 240 см. В южной башне на первом этаже находится кухня длиной 260 см и шириной 240 см. Наверху находится такая же большая комната. В одной из комнат до сих пор сохранилась оригинальная печь, автором которой был сам Шейност.

## Смотровая башня
В 1993 году на вершине была открыта смотровая башня Пипалка, которая является результатом сотрудничества между клубом чешских туристов Пельгржимова и армией Чешской Республики. Смотровая площадка находится на высоте 40 метров и ведёт к площадке 205 ступенек (2 бетонных и 203 железных). Башня высотой 51 метр и также обслуживает армейских радистов.

## Охраняемая территория
В 1986 году на верхней части холма был объявлен природный заповедник Кршемешник. Он расположен между Сазавой и Бранишовем в кадастровой зоне Сазава под Кршемешникем. Занимая территорию в 37 гектар, он защищает более чем 100-летний смешанный лес с преобладанием бука, ели, клена и пихты. Здесь обитает 311 видов бабочек, из птиц такие как мохноногий сыч, чёрный дятел и филин. Через заповедник проходит природная тропа протяженностью 3 км, проложенная в 2004 году. Рядом с заповедником находится памятник природы Иванские пруды.
С западной стороны охраняемой территории простирается застроенная территория. В рамках усилий по консолидации охраняемой территории и её защите здесь объявлена охранная зона природного заповедника.
Когда первоначальные владения Пельгржимова были разделены в 1415 году, использование территории леса в это время не ограничивалось. Они использовались очень просто и случайным образом, и сохранившиеся записи подтвердили, что качество территорий было не самым лучшим. Леса были в основном хвойными, здесь преобладали ели и пихты. Район использовался в основном для сельскохозяйственных целей, таких как выпас скота и охота на дичь. Несмотря на рост потребления древесины, ухода за лесом так и не было. Уход за лесом был начат только из-за терезианских реформ в XVIII веке, когда были установлены правила ведения лесозаготовок, выпаса скота или борьбы с огнем. Более значительные изменения в управлении произошли только с 1888 года, когда было завершено строительство железной дороги по маршруту Табор — Йиглава. Для отдельных районов были составлены подробные карты, и было внесено предложение по выращиванию и восстановлению лесов. Во время первой мировой войны уход за лесом несколько застопорился, и древесина использовалась в основном в качестве топлива. В межвоенный период была проведена модернизация, и уход за лесом был значительно увеличен.
Весной 2012 года было проведены стабилизирующие работы на деревьях двух аллей, которые находятся вдоль дорожки к церкви святой Троицы. Благодаря удару молнии в стволах некоторых деревьев образовались большие полости, где обитает множество животных — как позвоночных, так и беспозвоночных. Одним из способов охраны здесь является использование ограждений, задача которых состоит в защите пораженных лиственных деревьев. С 1999 года в заповеднике действует проект «Клуб защиты хищников и сов» ассоциации «Дети Земли». В рамках проекта было создано 70 будок для маленьких певчих птиц, сов и летучих мышей.

## Галерея

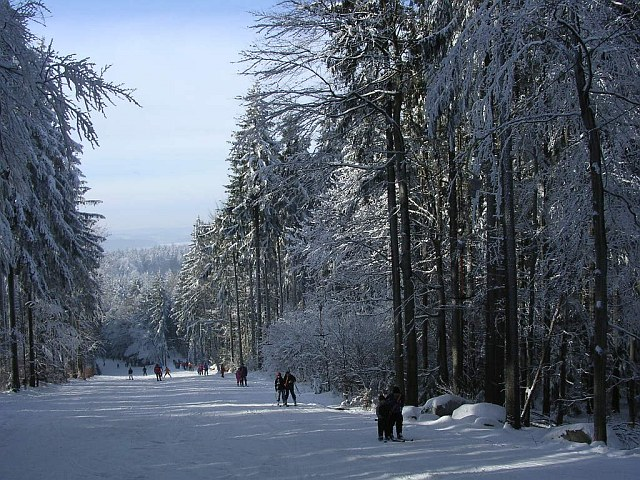
Горнолыжный спуск ниже вершины Кршемешника
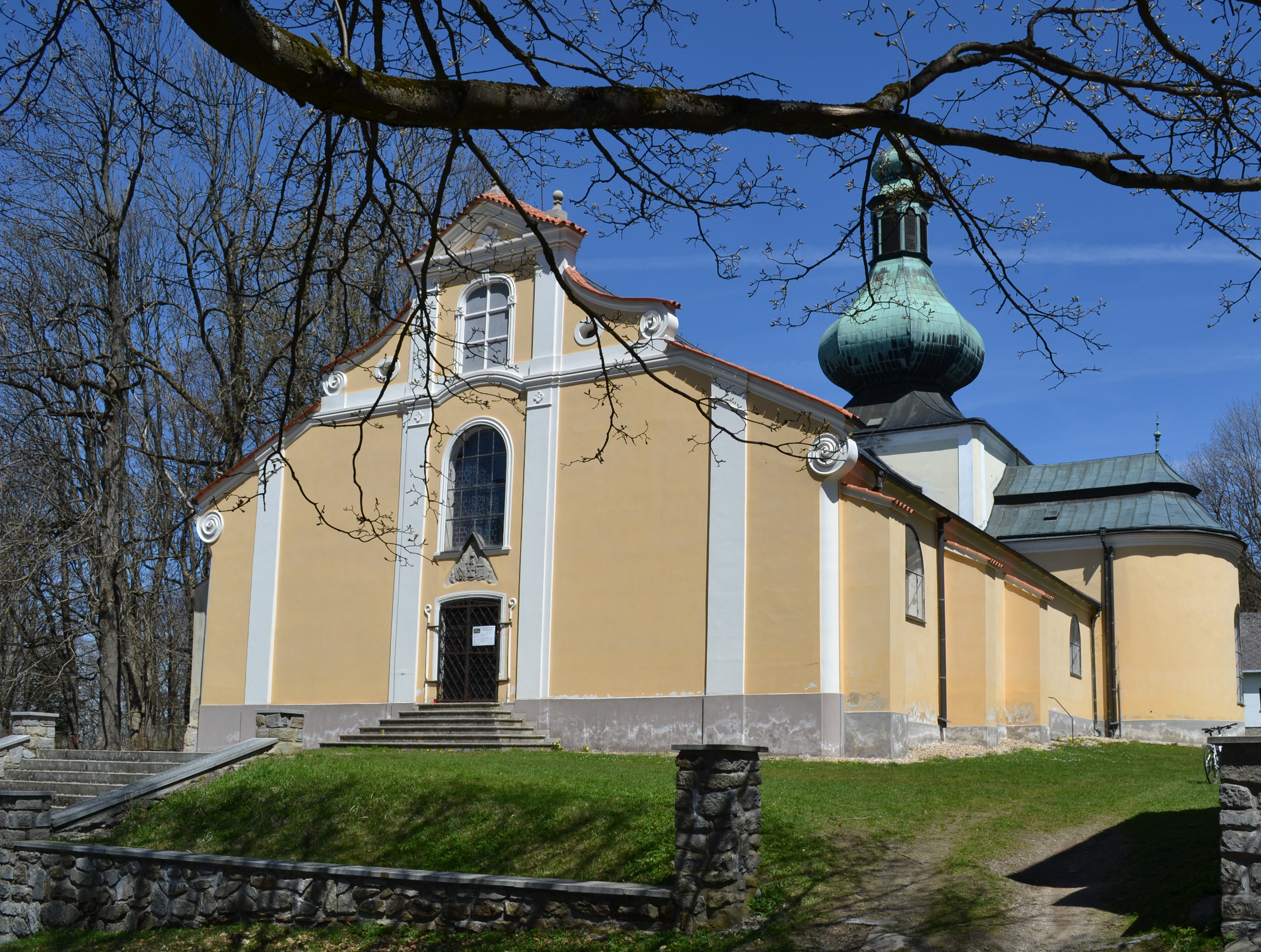
Церковь Святой Троицы
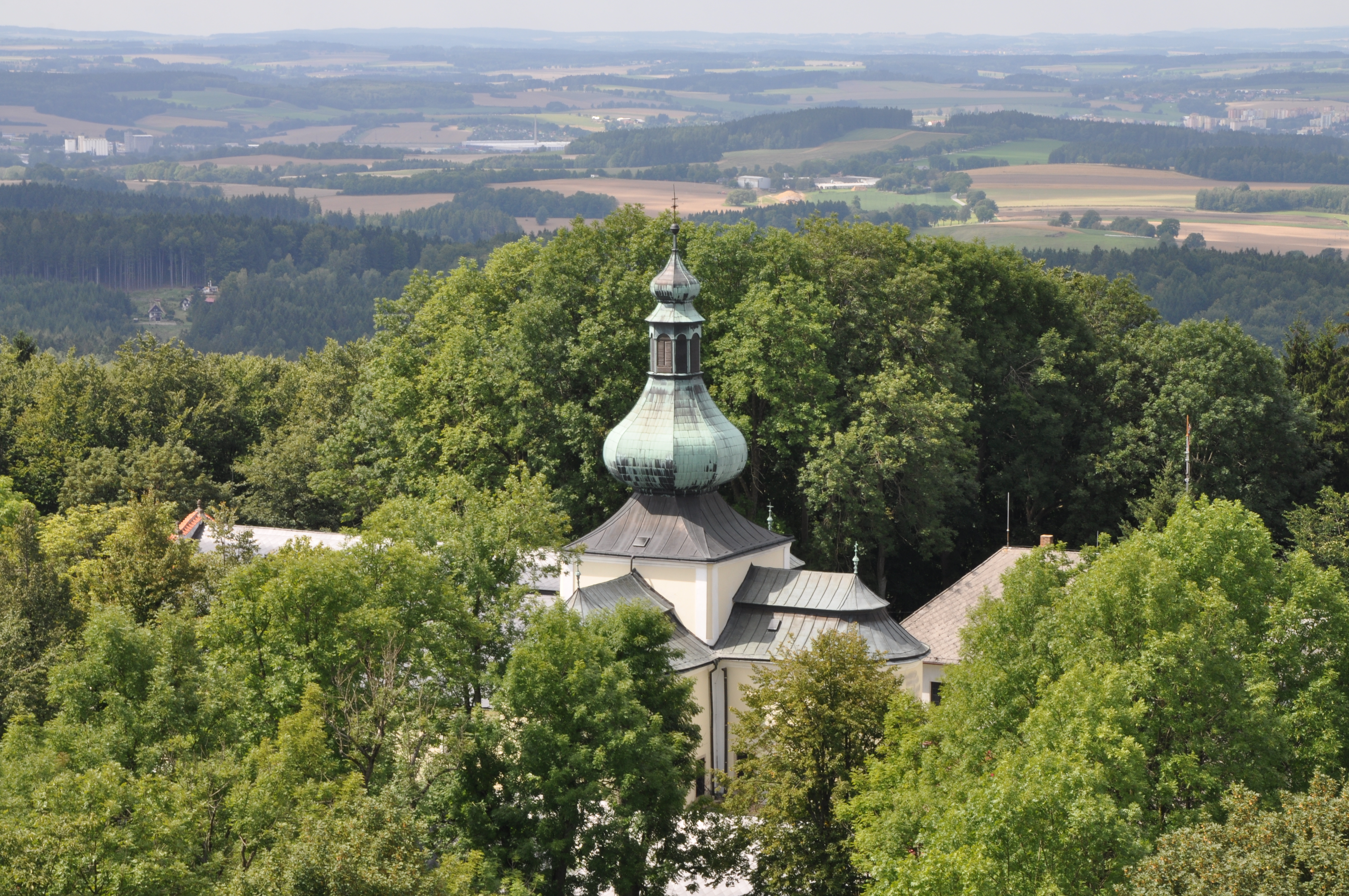
Церковь, вид со смотровой башни
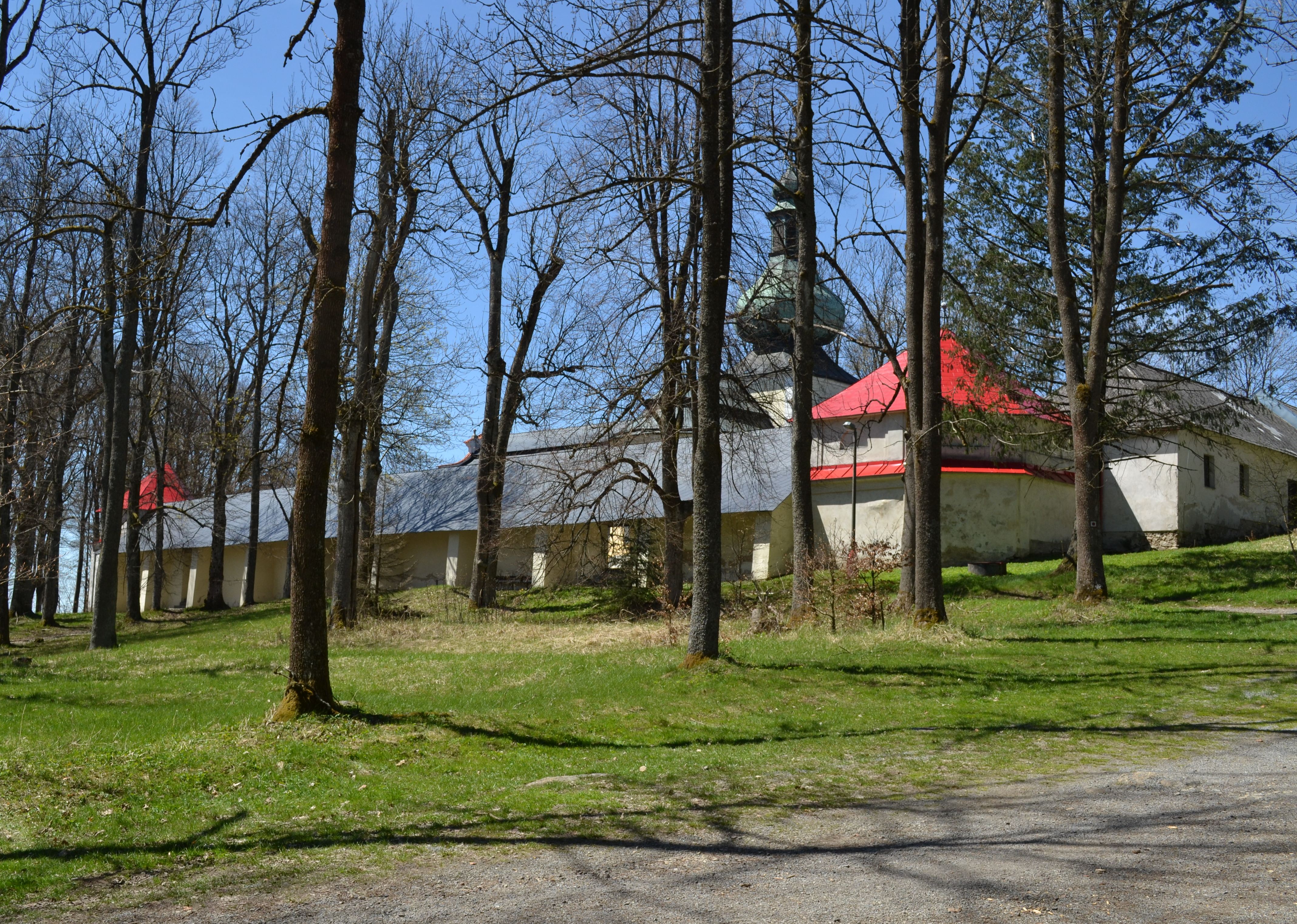
Амбит церкви
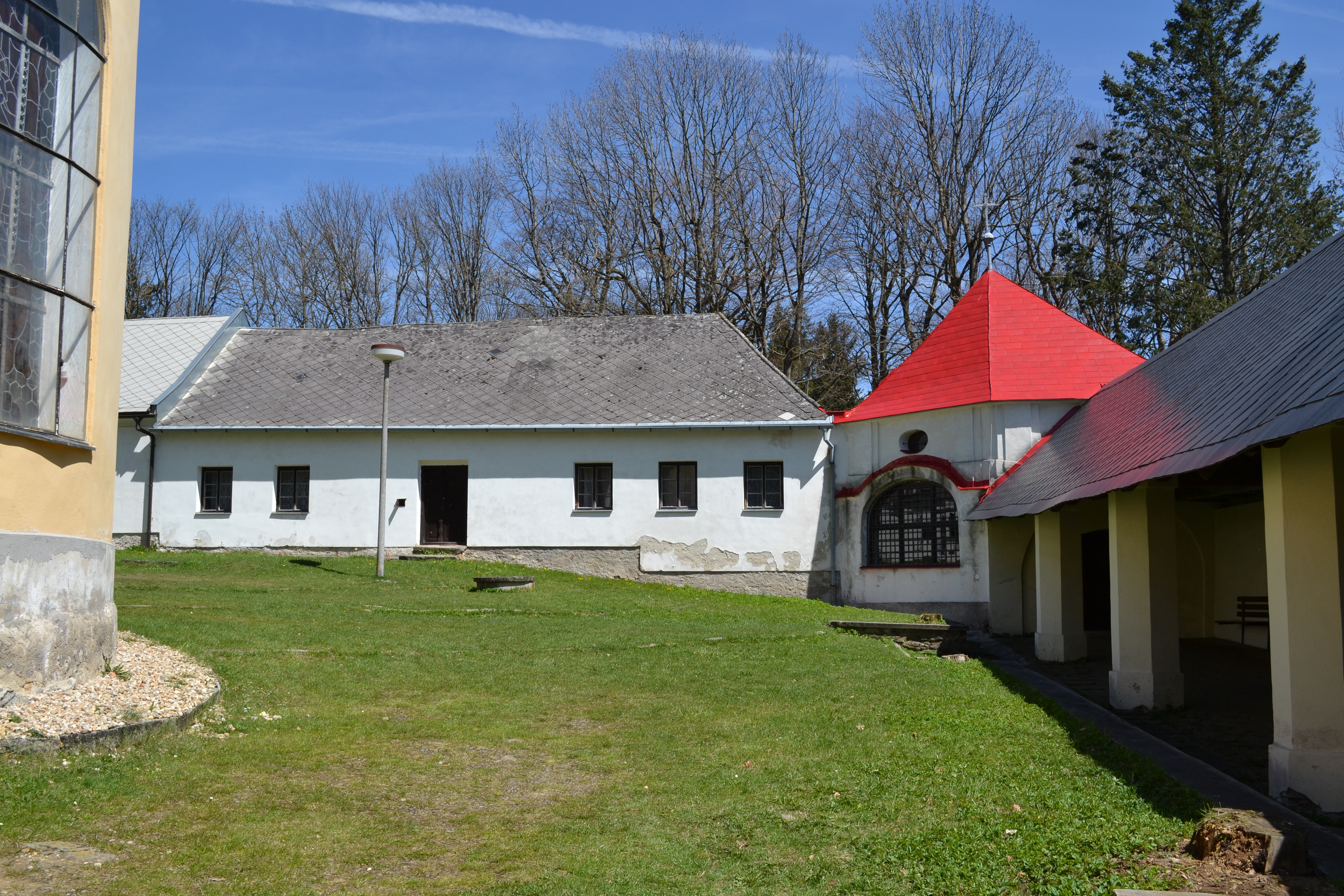
Двор с часовней Коронации Девы Марии
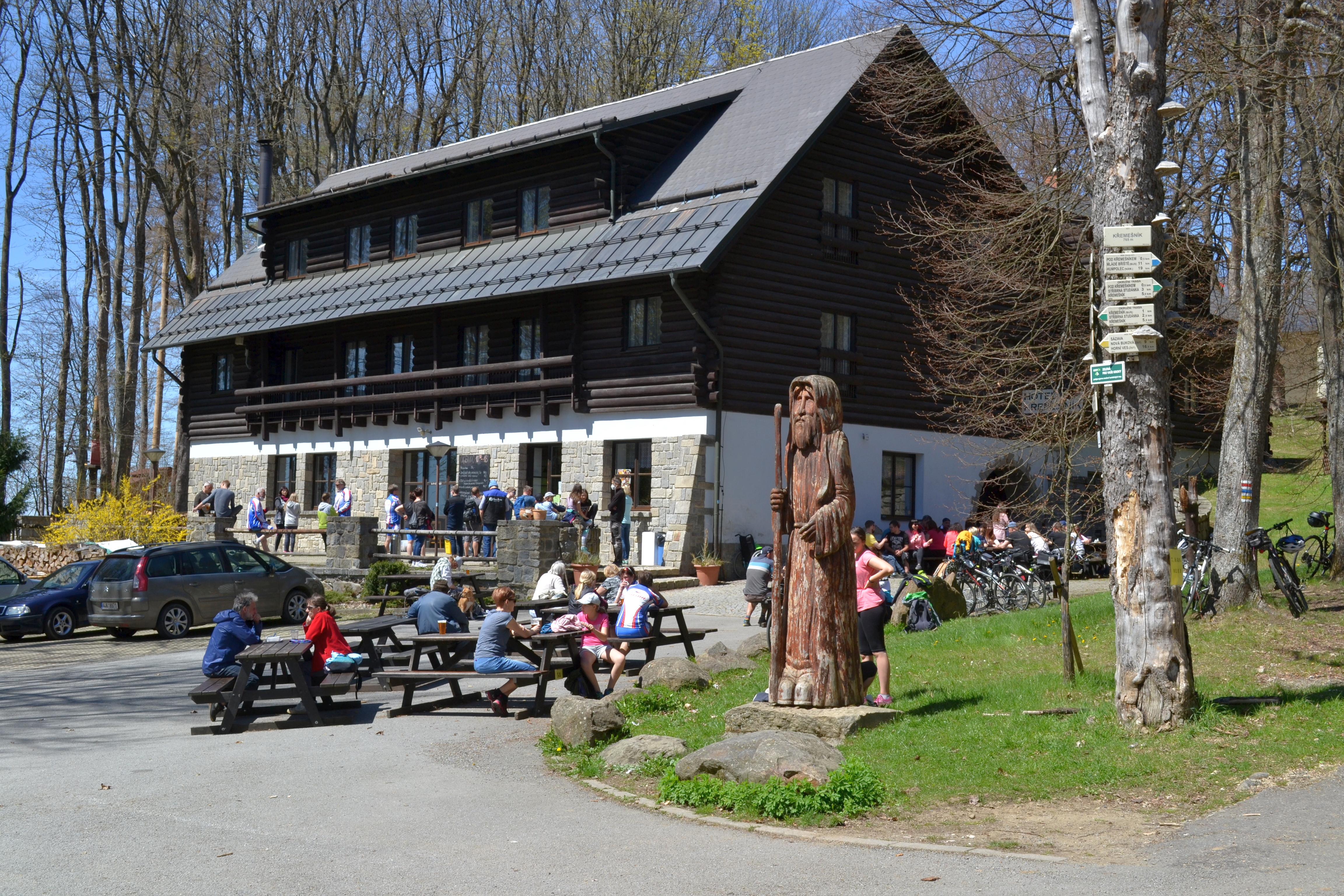
Гостиница и ресторан
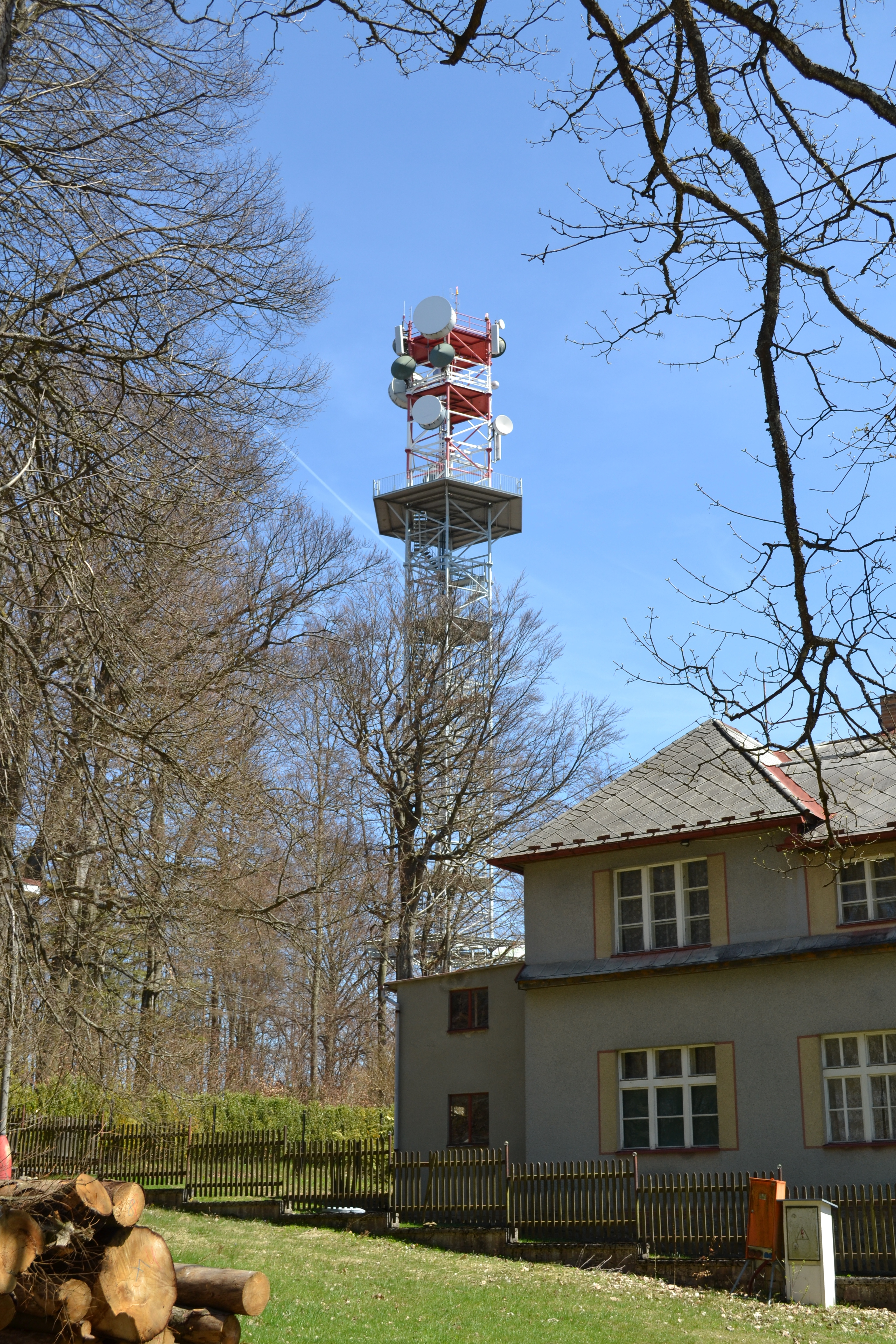
Смотровая башня Пипалка
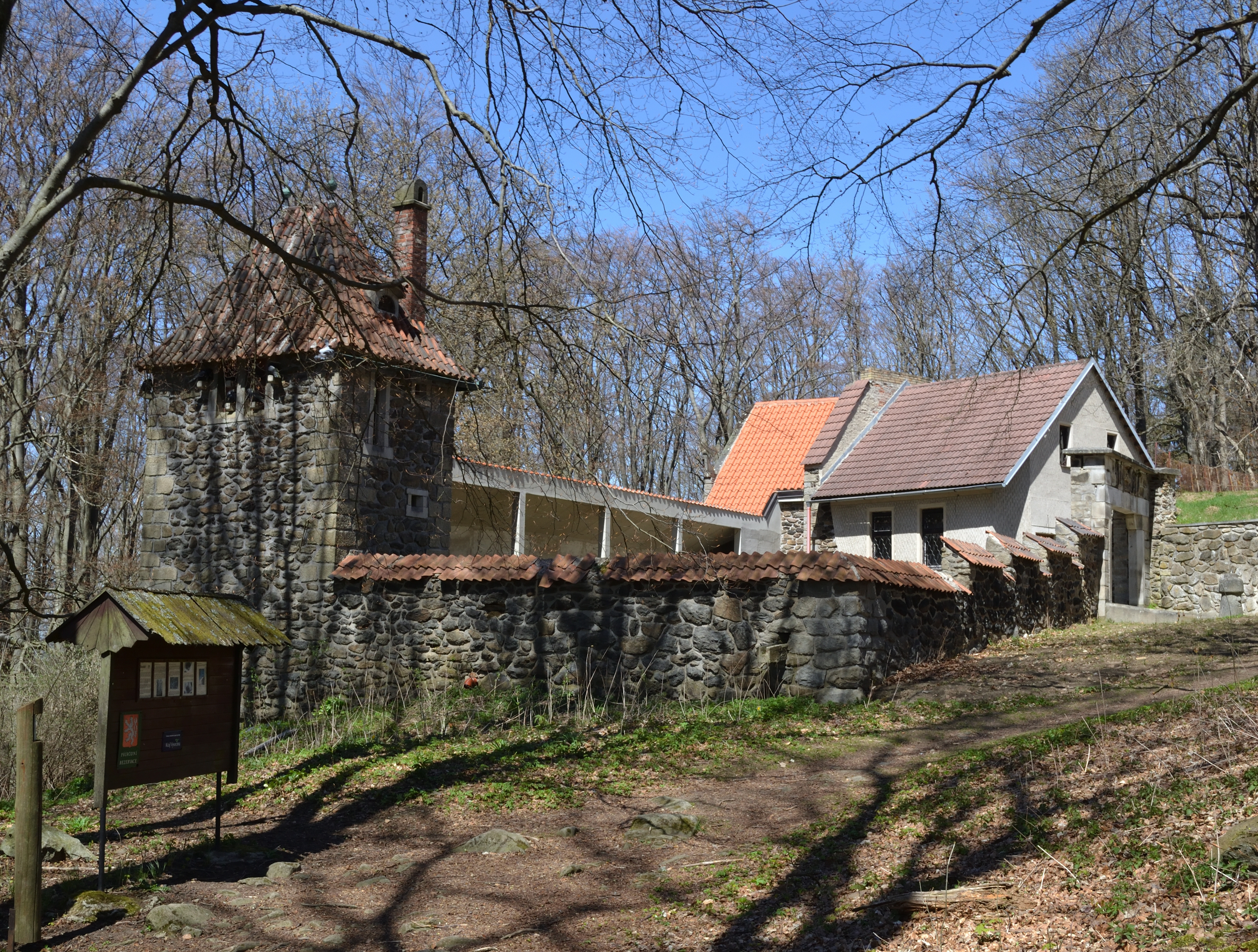
Замок Ветра
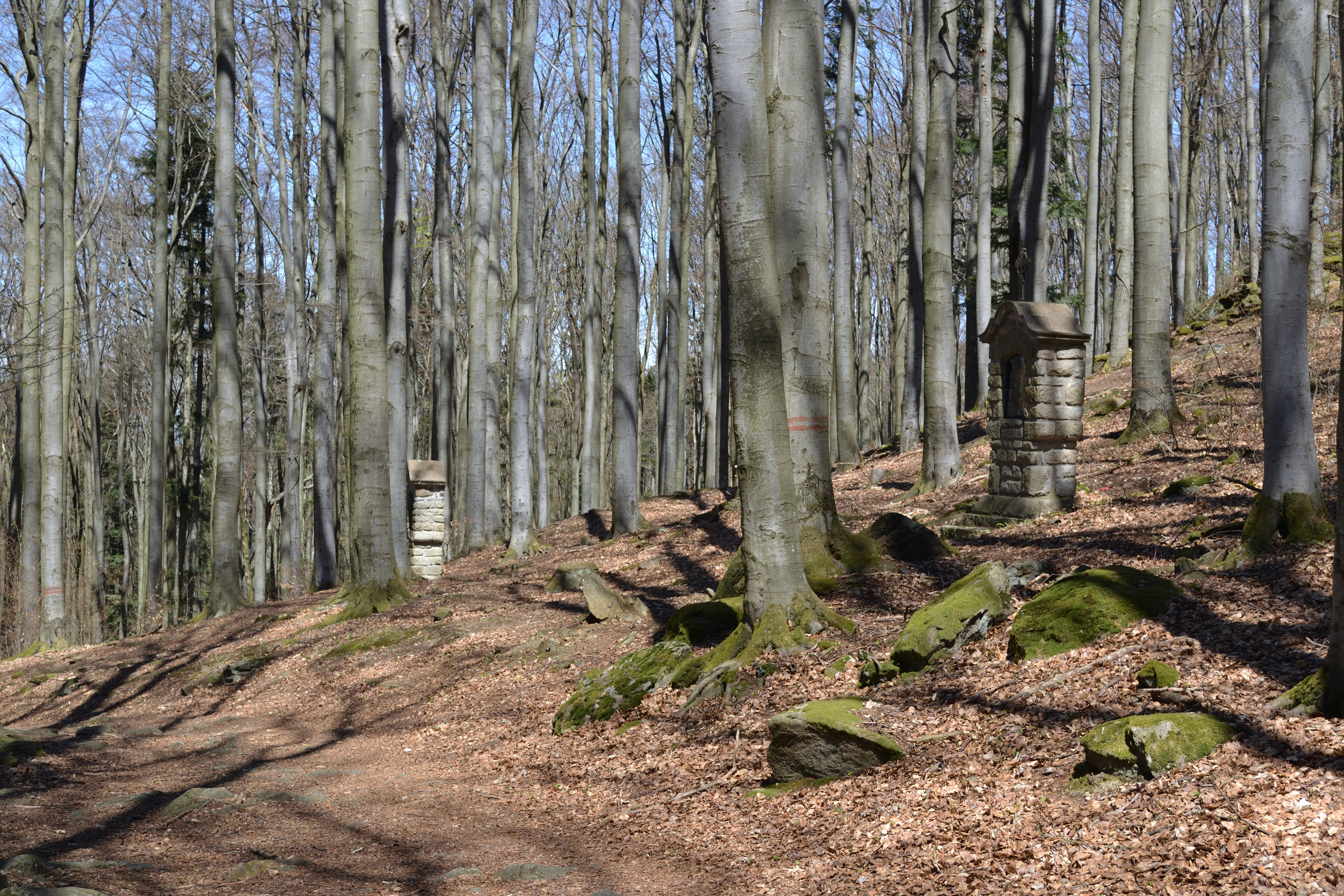
Крестный путь
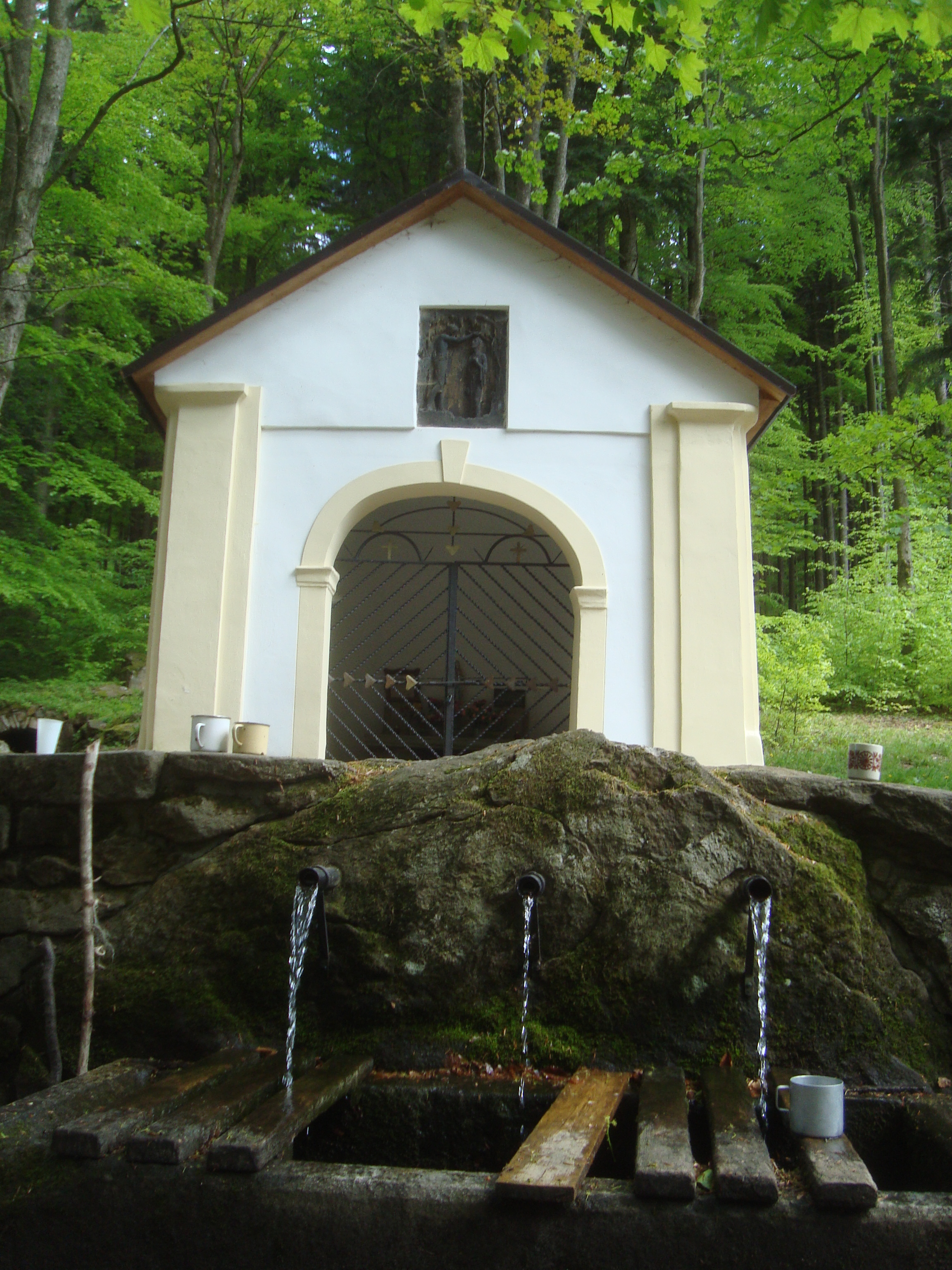
Часовня Иоанна Крестителя с колодцем